# 하야시 쇼타
하야시 쇼타(일본어: 林 祥太, 1995년 2월 24일~)는 일본의 축구 선수이다.

## 구단 경력
그는 2017년 J2리그의 로아소 구마모토에 입단했다. 2018년까지 19경기에 출전하여, 1득점을 넣었다. 2019년 일본 지역 리그의 아르테리보 와카야마로 이적했다. 2021년 오코시야스 교토 AC로 이적, 3년동안 팀에서 뛰었다. 2024년 도호 티타늄로 이적했다.